# 배찬효
배찬효(裵燦孝, 1975년 6월 22일~)는 대한민국 예술가이다.

## 생애
배찬효는 1975년 6월 22일 부산에서 태어났다. 경성대학교 사진학과에서 포토저널리즘을 전공하였고, 이후 경희대학교 보도사진학과, 경기신문사에서 사진기자로 일한 경력이 있다. 2004년 영국으로 이주 하여 2007년 런던대학교, 슬레이드 미술학교 석사 학위를 받았다. 그는 서양에서 처음으로 이질적인 문화와 배타적인 사회구조와 맞닥뜨리며 동양남성이라는 정체성 혼란을 경험하게 된다. 이는 비대칭적인 인종질서의 발견이며, 21세기에도 여전히 잔재하는 인종 차별과 타자를 향한 환상에 대하여 매우 복합적인 질문을 던지기 시작하였다. 그는 런던에서 생활하며 작품활동을 하고 있다.

## 학력
- 2007년 런던대학교, 슬레이드 미술학교, 예술학과, 석사 졸업
- 2003년 경성대학교, 사진학과, 학사 졸업

## 전시경력
- Kunsthalle Wien, 비엔나, 오스트리아
- Museum of Quai Branly, 파리, 프랑스
- The London Jewish Museum, 런던, 영국
- The Museum of Fine Art, 휴스턴, 미국
- Natural History Museum, 님, 프랑스
- The Russian Museum, 세인터피터스버거, 러시아
- Vestfossen Kunst Laboratorium, , 베스트포센, 노르웨이
- Santa Barbara Museum of Art, 산타바바라, 미국
- Worker and Kolkhoz Woman Museum, 모스코바, 러시아
- The Museum of Modern Art, 바쿡, 아제르바이잔
- Royal Academy of Arts, 런던, 영국
- Museum of Arts and Design, 뉴욕, 미국
- Colorado Photographic Arts Center, 콜로라도, 미국
- Cite Internationale des Arts, 파리, 프랑스
- Le Murate Progetti Arte Contemporanea, 프라하, 체코
- Aberystwyth Arts Centre, 웨일즈, 영국
- Russian Museum, 세인터 피트스 버거, 러시아
- Gothenburg Museum of Art, 예테보리, 스웨덴
- Baerum Kunsthall, 베룸, 노르웨이
- Saatchi Gallery, 런던, 영국
- ART STAYS Festival of Contemporary Art, 푸투이, 슬로베니아
- Format International Photography Festival, 더비, 영국
- Sovereign Art Foundation, 홍콩
- FotoFest, 휴스턴, 미국
- Fondazione Palazzo Magnani, 레조넬에밀리아, 이탈리아
- Govt. College of Fine Arts Museum, 첸나이, 인도
- National Museum of Singapore, 싱가포르
- The State Russian Museum Exhibition Centre ROSPHOTO, 세인트 피터스버거, 러시아
- Lithuanian National Museum of Art, 빌뉴스, 리투아니아
- Palazzo Tagliaferro Contemporary Culture Center, 안도라, 이탈리아
- TINA B. Prague Contemporary Art Festival, 프라하, 체코
- Bomuldsfabriken Kunsthall, 아렌달, 노르웨이
- Hasselblad Foundation, 예테보리, 스웨덴
- Baerum Kunsthall, 포네부, 노르웨이
- Elga Wimmer PCC, 뉴욕, 미국
- 국립현대미술관, 서울, 한국
- 한미 사진미술관, 서울, 한국
- 리움 삼성미술관, 서울, 한국
- 사비나 미술관, 서울, 한국
- 소마 미술관, 서울, 한국
- 서울 시립미술관, 서울, 한국
- 대구 미술관, 대구, 한국
- 우민 아트센터, 청주, 한국
- 스페이스 K 미술관, 서울, 한국
- 서울대학교 미술관, 서울, 한국
- 조선대학교 미술관, 광주, 한국
- 고려대학교 미술관, 서울, 한국
- 포항 시립미술관, 포항, 한국
- 고은 사진미술관, 부산, 한국
- 주영한국문화원, 런던, 영국
- 주벨기에한국문화원, 벨기에
- 대구사진비엔날레, 대구, 한국

## 컬렉션
- Museum of Fine Arts, 휴스턴, 미국
- Deutsche Bank Art Collection, 런던, 영국
- Victorian and Albert Museum, 런던, 영국
- Santa Barbara Museum of Art, 산타바바라, 미국
- Statoil Art Collection, 오슬로, 노르웨이
- University of Warwick Art Collection, 워릭, 영국
- Aberystwyth Arts Centre, 웨일즈, 영국
- Colorado Photographic Arts Center, 콜로라도, 미국
- University of Warwick Art Collection, 워릭, 영국
- Sovereign Art Foundation, 홍콩
- Ben Uri Gallery and Museum, 런던, 영국
- Hasselblad Foundation, 예테보리, 스웨덴
- Vestfossen Kunstlaboratorium, 베스트포센, 노르웨이
- University of Nottingham Museum, 노팅힐, 영국
- 한미 사진미술관, 서울, 한국
- 리움 삼성미술관, 서울, 한국
- 수원시립 아이파크 미술관, 수원, 한국
- 서울 시립미술관, 서울, 한국
- 스페이스 K 미술관, 서울, 한국
- 아라리오 미술관, 서울, 한국
- 고려대학교 미술관, 서울, 한국
- 국립현대미술관, 서울, 한국
- 서울대학교미술관, 서울, 한국

## 출판
- A Cultural History of Fairy Tales in the Modern Age, Bloomsbury Academic, 런던, 영국, 2023
- Imaging Migration in Post-War Britain_Artists of Chinese, Korean, Japanese and Taiwanese Heritage, Routledge, 영국, 2022
- Queering the Subversive Stitch_Men and the Culture of Needlework, Bloomsbury Publishing, 영국, 2021
- Occident’s Eye, 한미 사진미술관, 서울, 한국, 2020[1]
- The Routledge Companion to Media and Fairy-Tale Cultures, Routledge: 영국, 2018[2]
- Existing in Costume, 한미 사진미술관, 서울, 한국, 2018[3]
- Contemporary Korean Photography, HATJE CANTZ: 독일, 2016[4]
- from DOG BRIDEGOOM to WOLF GIRL, Wayne State University Press: 미국, 2015[5]
- Contemporary Photography In Asia, PRESTEL; 미국, 2013[6]
- Fairy Tales Transformed?: Twenty-First-Century Adaptations and the Politics of Wonder,
- Wayne State University Press; 미국, 2013[7]
- Looking in: Photographic Portraits by Maud Sulter and Chan-Hyo Bae, Jewish Museum of Art; 영국, 2013[8]
- New Photography in Korea,Galerie Paris-Beijing; 프랑스, 2011
- Korean Eye; Contemporary Korean Art, SKIRA; 영국, 2010[9]
- Chaotic Harmony; Contemporary Korean Photography, Yale University Press: 미국, 2009[10]